# Île de W
L'île de W est le lieu de l'action de la partie fictive du roman autobiographique W ou le souvenir d'enfance de Georges Perec.
Elle est composée de quatre villages et est régie selon un idéal sportif. Géographiquement, on la retrouve dans l'archipel de Terre de Feu.

## Géographie
L'île est donc géographiquement située à la hauteur de la Terre de Feu aux alentours 55° de latitude sud et 71° de longitude, à proximité de la péninsule de Brecknock entre les îles de O'Brien et Londonderry qui est la position du naufrage du Sylvandre, le bateau que le personnage principal recherche.
Par ailleurs, l'île de W mesure environ quatorze kilomètres de long et prend la forme « d'un crâne de mouton dont la mâchoire inférieure aurait été passablement disloquée ».

## Histoire
Georges Perec ne nous parle pas de l'histoire de l'île de W mise à part le fait que des colons s'y sont établis à la fin du XIXe siècle alors que l'île était déserte, et la population entière de l'île descend de ces colons.

## Organisation
La population de W se répartit, pour la plupart du moins, dans quatre villages, W, le plus ancien, Nord W, Ouest W et Nord Ouest W, nommés ainsi en raison de leur situation géographique par rapport à W. En fait, seuls les sportifs et les organisateurs résident dans les agglomérations, les femmes et les enfants ainsi que les vieillards sont eux logés dans la Forteresse, qui est située à quelques kilomètres au sud-ouest de W. La forteresse doit son nom à la tour sans fenêtre qui la domine et dans laquelle sont prises les décisions importantes qui régissent la cité.
Dans l'île, la seule activité consiste à la compétition entre les sportifs dans différents tournois. Ceux-ci sont répartis en trois grandes classes, les Olympiades, les Spartakiades et les Atlantiades.